# サン・ガブリエル (補給艦)
サン・ガブリエル（ポルトガル語: NRP São Gabriel, A5206）とは、ポルトガル海軍の給油艦である。
本艦は1942年に就役した補給艦「サン・ブラス」と共に、植民地の独立戦争を戦うポルトガル海軍の艦隊への燃料及び物資補給を担当した。
この他、1986年には新たに「サン・ミゲル」が加わったほか、1993年には「ベリオ」（旧イギリス海軍ローバー級給油艦「A270 ブルー・ローバー」）が就役した。
1995年に退役した。
同時期の諸外国海軍の補給艦
- マーズ級戦闘給糧艦 / サクラメント級高速戦闘支援艦 / ウィチタ級給油艦 / キラウエア級給兵艦
- プロヴァイダー (補給艦) / プロテクチュール級補給艦
- オル型給油艦 / ネス型給糧艦 / リソース級給兵艦
- ライン級支援母艦 / リューネブルク級補給艦
- はまな (給油艦)
- ディーパク級補給艦
- マラジョ (補給艦)
- アラウカノ (補給艦・初代)